# Анализ на съдържанието
Анализ на съдържанието (на английски: content analysis) е изследователски метод в рамките на емпиричните хуманитарни и социални науки за анализ на текстове в различни формати (писмен текст, глас, изображение, видео, цифров). Методът за анализ на съдържанието се различава от статистическия количествен анализ с качественото изследване на темите, които се изследват. Анализът на съдържанието трябва да се разграничава от каталогизирането на текст, като целта на анализа на съдържанието е да се стигне до изводи за модели, връзки или различия в изследваните текстове. Предимствата на метода са способността да се разглеждат текстовете непрекъснато по начин, който улеснява възстановяването на процеса на анализ и коригирането, ако е необходимо. Недостатъците на метода се фокусират върху неговата надеждност, ограничената възможност за преобразуване на определени текстове в числова система с широко съгласие за това преобразуване.

## Дефиниции за анализ на съдържанието
Произхождат от понастоящем приетите определения за анализ на съдържанието от средата на ХХ век. Едно от ранните определения на Барелсон се отнася до анализ на съдържанието като техника за описание на обективно, систематично и количествено медийно съдържание. По-късно определение на Крипендорф се отнася до анализ на съдържанието като изследователска техника, предназначена за валидиране и възпроизвеждане на текстове в контекста на тяхната употреба.

## Стъпки за анализ на съдържанието
Както при други емпирични количествени изследвания, текстовият анализ се извършва в светлината на въпросите и хипотезите и след дефиниране на разглежданите единици. Единиците за анализ на съдържанието са разнообразни и могат да изследват различни нива на елементи в текста: статии във вестници, заглавия на вестници, публикации в социалните медии, изображения на уебсайтове, билбордове. След дефиниране на единиците се определят категориите, които ги изследват (например: размер на квадратен метър, цвят, тема, брой положителни думи). Категориите се появяват на кодираща страница, която съдържа различните опции във всяка категория. Страниците за кодиране често съдържат също обяснения, примери и правила за вземане на решения. Анализът на съдържанието се извършва от хора, които са обучени да преобразуват текстовете с помощта на кодиращата страница в числова система (кодери / съдии). Ако категориите са прости и ясни, очакваме високо ниво на съгласие по отношение на преобразуването на текста в числа. Частично или изцяло с помощта на компютърен софтуер.
Анализът на печата и прегледът на съобщенията в електронните медии се използват от дълго време като база за контент-анализ. Този анализ обаче се фокусира върху това какво точно е съдържанието, а не това как то е възприето от целевата му аудитория. Когато целта е да се изследва това до каква степен аудиторията разбира и вярва на съобщението, се ползват други методи, например феноменография. Така например контент-анализът на вестници осигурява информация за това, какви съобщения са публикувани в медиите, но не показва какво е въздействието им върху аудиторията (за което трябва да се изследва съдържанието, а не аудиторията) и какъв е броят на читателите (което също не е пряко свързано със самото съдържание).
Анализът на съдържанието може да се прилага и върху визуални или аудиоматериали, при които се разглежда стенограмата от записа. Анализът може да разглежда различно ниво на езикови категории – конкретни думи, изрази или определени части на речта.
Анализ на съдържанието се използва както за целите на качествените (за разлика от количествените) научни изследвания, така и от ПР-фирми, които осигуряват услуги под формата на контент-анализ на масмедиите. Когато обектът на интерес е голям обем текст, който изисква прекалено голямо усилие да бъде изследван, се анализира само извадка от него. В зависимост от начина на избиране на тази извадка, тя може да е представителна. За да бъде подобрена валидността на анализа на съдържанието, често един текст се анализира от двама независими изследователя, ползвайки един и същ подход. Разликата между двата анализа е измерител на тази валидност – колкото по-малки са различията, толкова по-обективен е анализа.